# Municipio Puerto Siles
Das Municipio Puerto Siles ist ein Verwaltungsbezirk im Departamento Beni im Tiefland des südamerikanischen Anden-Staates Bolivien.

## Lage im Nahraum
Das Municipio Puerto Siles ist eines von drei Municipios der Provinz Mamoré und liegt im nordwestlichen Teil der Provinz. Es grenzt im Westen an die Provinz Yacuma, im Süden und Osten an das Municipio San Joaquín und im Norden an die Provinz Vaca Díez.
Zweitgrößte Ortschaft und Verwaltungssitz der Provinz ist Puerto Siles mit 225 Einwohnern (Volkszählung 2012) im Südzipfel des Municipio.

## Geographie
Das Municipio Puerto Siles liegt in der Moxos-Ebene, mit über 100.000 km² einem der größten Feuchtgebiete der Erde. Vorherrschende Vegetationsform in der Region Puerto Siles ist die der tropischen Savanne.
Die Temperaturschwankungen sind niedrig, sowohl im Tagesverlauf als auch im Jahresverlauf. Die Jahresdurchschnittstemperatur liegt bei über 26 °C, die Monatsdurchschnittstemperaturen liegen zwischen 24 und 29 °C (siehe Klimadiagramm San Joaquín). Der Jahresniederschlag von rund 1500 mm liegt um das Doppelte über den Niederschlägen in Mitteleuropa. Nur die Monate Juni bis August sind durch eine Trockenzeit geprägt, in der die geringen Niederschläge rasch verdunsten.

## Bevölkerung
Die Einwohnerzahl ist zwischen 1992 und 2024 leicht angestiegen:
| Jahr | Einwohner | Quelle       |
| ---- | --------- | ------------ |
| 1992 | 1019      | Volkszählung |
| 2001 | 1018      | Volkszählung |
| 2012 | 945       | Volkszählung |
| 2024 | 1095      | Volkszählung |

Die Bevölkerungsdichte des Municipios bei der letzten Volkszählung von 2024 betrug 0,52 Einwohner/km², der Anteil der städtischen Bevölkerung ist 0 Prozent. Die Lebenserwartung der Neugeborenen lag im Jahr 2001 bei 62,4 Jahren.
Der Alphabetisierungsgrad bei den über 19-Jährigen beträgt 89,3 Prozent, und zwar 92,4 Prozent bei Männern und 85,2 Prozent bei Frauen- (2001)

## Politik
Ergebnis der Regionalwahlen (concejales del municipio) vom 4. April 2010:
| Wahl- berechtigte |  | Wahl- beteiligung | gültige Stimmen |  | PRIMERO | MAS-IPSP | MNR-PUEBLO |
| ----------------- |  | ----------------- | --------------- |  | ------- | -------- | ---------- |
| 368               |  | 314               | 288             |  | 175     | 109      | 4          |
|                   |  | 85,3 %            | 91,7 %          |  | 60,8 %  | 37,8 %   | 1,4 %      |

Ergebnis der Regionalwahlen (elecciones de autoridades políticas) vom 7. März 2021:
| Wahl- berechtigte |  | Wahl- beteiligung | gültige Stimmen |  | MTS     | TODOS   | MAS-IPSP | AHORA! | CPEM-B |
| ----------------- |  | ----------------- | --------------- |  | ------- | ------- | -------- | ------ | ------ |
| 620               |  | 523               | 431             |  | 173     | 132     | 86       | 33     | 3      |
|                   |  | 84,35 %           | 82,41 %         |  | 40,14 % | 30,63 % | 19,95 %  | 7,66 % | 0,70 % |

## Gliederung
Das Municipio gliederte sich bei der Volkszählung von 2012 in die folgenden drei Kantone (cantones):
- 08-0703-01 Kanton Puerto Siles – 13 Ortschaften – 410 Einwohner (2001: 375 Einwohner)
- 08-0703-02 Kanton Alejandria – 4 Ortschaften – 144 Einwohner (2001: 199 Einwohner)
- 08-0703-03 Kanton Vigo – 8 Ortschaften – 391 Einwohner (2001: 444 Einwohner)

## Ortschaften im Municipio Puerto Siles
- Kanton Puerto Siles
  - Puerto Siles 225 Einw.

- Kanton Alejandria
  - Alejandria 141 Einw.

- Kanton Vigo
  - Santa Rosa de Vigo 315 Einw.